# Андре Бо-Боліко Локонга Мігамбо
Андре Бо-Боліко Локонга Мігамбо (5 серпня 1934 — 30 березня 2018) — конголезький політичний діяч, прем'єр-міністр Заїру з 1979 до 1980 року. Також очолював національний парламент. 1990 року перейшов до лав опозиційної Християнської демократичної партії.